# Saccharomyces uvarum
Il lievito lager (Saccharomyces uvarum Beij., 1898) è una forma moderna di lievito di birra. Dopo la fermentazione questo tipo di lievito scende sul fondo del fermentatore, da cui il nome di bottom fermenting (a fermentazione in profondità). I fondi sono in gergo chiamati "adenite" o " fecce ".
Il lievito lager, diversamente dal lievito top fermenting (a fermentazione in superficie), richiede una temperatura ambiente bassa (4-9 °C) per la fermentazione. Grazie a questa caratteristica si assiste a una minore proliferazione di funghi e microbi, ottenendo quindi una birra a più lunga conservazione. Per la birra lager a bassa fermentazione sono inoltre necessarie una fermentazione e un tempo di maturazione più lunghi.
Il lievito tipo Saccharomyces uvarum sembra abbia avuto origine da un ibrido fra Saccharomyces cerevisiae  e Saccharomyces monacensis, a causa del suo genoma. Si tratta di un lievito a bassa fermentazione, poiché non forma schiuma in cima al mosto come fa invece il Saccharomyces cerevisiae.

## Storia
Sino al 1600 in Europa l'unico tipo di lievito impiegato era il Saccharomyces cerevisiae, un lievito top fermenting. L'odierno lievito di birra lager è stato creato da un miscuglio di questo lievito preesistente con una specie selvatica di lievito della Patagonia: Saccharomyces eubayanus. Ciò nonostante, non è ancora esattamente chiaro come questo lievito abbia raggiunto l'Europa.
Prima dell'invenzione del frigorifero, nel 1876 da parte di Carl von Linde, per produrre birra lager si doveva fare affidamento sulle basse temperature già esistenti in natura. In inverno si prelevavano perciò pezzi di ghiaccio dalle acque gelate dei fiumi, conservabili per lunghi periodi in grotte e cantine profonde (ghiacciaie). Queste venivano poi usate per raffreddare i serbatoi di fermentazione, quando la temperatura esterna era già troppo alta per la birrificazione.
Questo spiega anche perché la produzione di birra lager in zone con inverni rigidi abbia una lunga tradizione. La sua origine si fa ricondurre al Palatinato, a partire dal XV secolo. Nel 1487, il Consiglio Comunale di Nabburg obbligò le fabbriche di birra cittadine a produrre soltanto birra bottom fermenting. Il metodo della birra lager si diffuse inizialmente nel resto della antica Baviera, superando però ben presto i suoi confini. Nel 1700, Baviera e Württemberg, erano gli unici luoghi in cui si birrificava già quasi esclusivamente in profondità. Oggi la birra bottom fermenting è la birra dominante.
Fra le birre bottom fermenting ,ovvero lager, si possono annoverare gli stili pilsener, export, bock, doppelbock, Helles, Märzen, kellerbier, zoigl.
Trattandosi di una componente essenziale della birra, è indispensabile che il lievito sia esaminato da un punto di vista biologico. Le fabbriche di birra per queste operazioni dispongono di addetti al controllo formati di norma nelle università (Weihenstephan, VLB Berlino) o nelle apposite scuole per mastro birraio. Per assicurarsi che eventuali contaminazioni siano scongiurate, campioni vengono inoltre inviati a università, scuole per mastro birraio o laboratori di analisi esterni.
Per controllare il lievito i campioni prelevati ed esaminati immediatamente al microscopio, o in alternativa "arricchiti" sui cosiddetti terreni di coltura; vengono poi ispezionati visivamente tramite mezzo ottico (ad "occhio nudo") o ruotandoli sotto al microscopio per rilevare eventuali cambiamenti. Tale compito è responsabilità del reparto di controllo biologico della birreria, che effettua comunque numerosi ulteriori controlli rilevanti nel ciclo produttivo della birra. Questo approccio verso il controllo totale è stato affinato e fortemente voluto negli anni '60 e '70 del Novecento, portando a un sostanziale incremento nella qualità delle birre. 